# Lijst van naamdagen - februari
Hieronder staan de naamdagen voor februari.
| Dag           | Heilige | Voornaam |
| ------------- | --- | --- |
| 1 februari    | Brigitta van Kildare Verdiana Reginald van Sint-Gillis, Reginald van Orléans Cinnia van Ulster Winand van Maastricht | Birgit, Brit(t), Brigit(te), Brigitta, Britta, Britte, Delia, Delie, Dini, Diny, Gita, Gitte Verdine, Diana, Diane Régy, Reinhold, Reinout, Renout, Rex, Ronald, Rense, Rijnko, Rijnse, Rinke Chynna Nanda, Nandy, Wijnand, Wijnanda, Winanda                  |
| 2 februari    | Kornelius Catherina Kaspar Avan                                                                                      | Cornelis, Cornelia, Kees, Korneel, Neel, Nelis, Niels Kate, Kato, Katrien, Tina Avan, Auke |
| 3 februari    | Blasius Ansgar (van Hamburg) Hadelijn Berlindis van Meerbeke Nona van Meerbeke Celsa Werburga van Trentham           | Biagio Ans, Anskar, Oscar, Oskar, Assyn Adelin, Linus Berlinde, Linda, Belinda, Berlendis Nona Celsa Wencke |
| 4 februari    | Veronica Gilbert Rembert van Torhout Johannes de Britto                                                              | Nika, Vera, Veronique, Berenice, Bernice, Nicky, Nik(k)i, Nikkie, Nikky, Rona, Ronicke, Venice, Verica, Verona, Véronique Gijsbrecht, Gil, Gijs, Gijsbert(us), Gisbert, Bertina, Gijsberta, Gijsje Bert, Brecht, Rembrecht Hanne                               |
| 5 februari    | Agatha (van Sicilië) Bertolf Jakob (aartsvader)                                                                      | Aacht, Aagje, Agaat(h), Agie, Atie, Hatice, Agata Bert, Wolf Jack(y), Jacoba, Jakob, Ko, Kobe, Koos, Giacomo, Jaap, Jacco, Jacob, Jacques, James, Jim(my), Jo(o)p                                                                                              |
| 6 februari    | Amand(us) Paulus Miki Dorothea Vedastus                                                                              | Amanda, Mandy, Manten Pablo, Paolino, Paolo, Pauline, Paulus, Pavel Doortje, Dora, Dorine, Doris, Dorothy, Doré, Dorenda, Doreth, Doretta, Dorette, Dorieke, Dorien, Dorise, Thea, Tuï Gaston, Vaast                                                           |
| 7 februari    | Eugenia Smet Tressan van Avenay Pius IX                                                                              | Eugeen, Eugénie, Nini, Ywein Thorsten, Driston, Dustan, Dustin, Tristan, Tristen, Tristian Pia, Pieja, Pio |
| 8 februari    | Hiëronymus Emiliani Juventius Jacoba (Frangipani)                                                                    | Jeroen, Jero(o)m, Ronny Juvence Jackelien, Jacky, Jenny, Kobe, Bi(e)na, Cobi(e), Coby, Jaclyn, Jacobien, Jacobine, Jacomien, Jacomina, Jacquelien, Jacqueline, Ja(i)mie, Jaimy, Jakkolien, Jakobien, Jakobine, Japke, Jascha, Jasja, Jikke, Jopie, Mina, Yophi |
| 9 februari    | Appolonia (van Alexandrië) Ansbert van Rouen Alto van Altomünster Marianus (ook Muiredach) Scotus                    | Apolline, Lonie, Polle, Polly, Lonneke, Lony, Pleun, Plonie, Plony, Pola Ansbrecht, Osbert, Osberta Alton, Artion, Airton, Ayrton Muiredach, Murk |
| 10 februari   | Austreberta Silvaan Arnaud Hugo Scholastica                                                                          | Bertha Sylvain, Silvin Aart, Arnout, Arnoud, Arent, Arie, Arno, Arnold Hugues, Hugh, Huguette Scholastica, Scholastika, Scholastique, Scolastique, Scholast |
| 11 februari   | Paschalis Victoria Hugo van Ieper                                                                                    | Pascal, Pascale, Pascaline, Pasqual Vick(y), Victor Hugo, Huck, Ugo |
| 12 februari   | Benedictus van Aniane Alexis van Moskou Damianus van Alexandrië                                                      | Bénédicte, Benita Alexia, Alex, Lex Damian, Damiaan, Damien, Damienne, Damy |
| 13 februari   | Harlindis Relindis Beatrijs Ermenildis Jordan Amelrik Kastor van Karden                                              | Arlinde, Herlinde, Linda, Lindy, Lynda, Lynn Reglinde Bea, Beatrijs, Beatrix Ermenhild, Irmhild, Imelda Giordano, Jorda(a)n, Jorden, Jordina, Jordy Amaury Castor                                                                                              |
| 14 februari   | Cyrillus Valentijn Abraham                                                                                           | Cyriel, Cyrilla Tijn, Tine, Valence, Valentine, Valentijn, Velten Abram, Berre, Bram, Bramine |
| 15 februari   | Siegfried van Zweden Georgia Claude de la Colombière                                                                 | Sigfrid, Siewert, Silvert, Sietse, Sjoerd, Sjoukje George, Georgine, Georgette, Gieneke, Gina, Gine(ke), Gin(n)y, Jet(te), Jetteke, Jorien, Jorina, Jorin(d)e, Jurriënne, Yora Claude, Claudine                                                                |
| 16 februari   | Juliana Jeremias Daniël Samuel Elias Pamfilus                                                                        | Juliaan, Gillian, Giulia, Jana, Jill(y), Jules, Julia, Julie, Julienne, Juliënne, Juliette, Juliëtte, Julika, Julisa, Juul, Lian(a), Lian(n)e Jeremy Daniël, Daniel, Daan Samuel, Samuël, Sam, Sammy Elijah, Elias Pam                                         |
| 17 februari   | Alexis Falconieri Evermodus Silvin                                                                                   | Alex, Alejandro, Allesandro, Alix, Lex, Xander Evermoed Silvaan, Silvain, Silvijn |
| 18 februari   | Bernadette Soubirous Flaviaan van Constantinopel Angilbert                                                           | Bernadette, Bernd, Barend, Bern(h)ard Flavie, Flavien Brecht, Engelbrecht, Ingelbert |
| 19 februari   | Bonifatius van Brussel/Lausanne Gabin(us) (van Rome) Koenraad                                                        | Bonard, Bonifaas Gabe, Gabin, Gabino, Gabriël, Gaby, Gavin Conrad, Koen, Koendert, Koenraad, Conny |
| 20 februari   | Falco Amata Jacinta Marto                                                                                            | Falke Amate, Aimée, Amy Hyacint, Jacinta, Jacint, Jacinto |
| 21 februari   | Petrus Damiani Randoald Pippijn I van Landen                                                                         | Pieter, Pierrot, Pedro, Perrin, Petra Ran, Randy, Randaut Pep(p)in, Pepino, Pippo |
| 22 februari   | Sint Peters Stoel Isabella van Frankrijk Elwyn van Cornwall                                                          | Peter, Pierre Bella, Belleken, Isa, Isabeau, Isabel, Isobel, Izabelle, Ysabel, Tibby Adelwijn, Allowin, Alvin, Alwin, Dodo, Doeke, Doekele, Duco, Elian, Elwin, Owen                                                                                           |
| 23 februari   | Odilia van Mombeek                                                                                                   | Odala, Odile, Odilia, Odilla, Odilie, Othilia, Ottilie, Ottelien |
| 24 februari   | Modest Sergius Ameel van Ter Duinen                                                                                  | Modest, Modesta Serge, Sergej, Sergine Amelie, Emelie, Emily |
| 25 februari   | Ethelbert van Kent Walburgis Adeltrude Romeo Cesar Klaudiaan Reginus van Skopelos                                    | Ethelbert, Ab, Adalbertus, Adelbertus, Albert, Alberto, Albertus, Ap, Bert, Bertus, Oelbert, Ulbert, Vojtech, Wojtek Wally, Wobbina, Wobien Eldrid Manus, Romain, Romanie, Romeo Césaire, Cesara Claudien Elroy, Leroy                                         |
| 26 februari   | Mechtild Viktor Leo van Veurne                                                                                       | Magda, Machteld, Thilda, Tilly Torre, Voc, Victorine, Zeger Lionel, Léon, Leona |
| 27 februari   | Honorine Gabriël van de Moeder van Smarten Leander Antigone                                                          | Honorée, Nora Gabel, Gabriël, Gaby Lander, Leander, Leand(r)a, Leandros, Leender, Leendert Antigoon |
| 28 februari   | Romanus Rufinus Silvana Antonia van Florence Auguste Chapdelain                                                      | Romain, Romeo Rufin(a), Griffin Silvina Antje, Antoinette, Toinon August(e), Gust |
| 29 februari 1 | Oswald | Osewald, Osewout, Oswald(a), Oswout, Walda, Woudelina, Wout |

1. indien geen schrikkeljaar op 28 februari

januari · februari · maart · april · mei · juni · juli · augustus · september · oktober · november · december